# Dobra (okres Bolesławiec)
Dobra (německy Dobrau) je ves v jihozápadním Polsku, v Dolnoslezském vojvodství, v okrese Bolesławiec. Leží přibližně 4 kilometry západně od Bolesławiec. V roce 2009 měla Dobra více než 359 obyvatel.